# SN 2006O
SN 2006O – supernowa typu II odkryta 22 stycznia 2006 roku w galaktyce UGC 633. W momencie odkrycia miała maksymalną jasność 17,20m.